# Георг Форстер
Јохан Георг Адам Форстер (27. новембар 1754 — 10. јануар 1794) био је немачки природњак, етнолог, путописац, новинар и револуционар. У раном добу пратио је оца Јохана Рајнхолда Форстера на неколико научних експедиција, укључујући и друго путовање Џејмса Кука на Пацифик. Његов извештај о том путовању, Путовање око света, значајно је допринео етнологији народа Полинезије и остао је дело које се уважава. Као резултат извештаја, Форстер је примљен у Краљевско друштво у двадесет другој години и постао је један од оснивача модерне научне путописне књижевности.
Након повратка у континенталну Европу, Форстер се окренуо образовању. Предавао је природну историју на Каролинум колегијуму у Отонеуму, Касел (1778—84), а касније и на Академији у Вилни (данас Универзитет у Вилњусу) (1784—87). Године 1788. постао је главни библиотекар на Универзитету у Мајнцу. Већина његовог научног рада за то време састојала се од есеја о ботаници и етнологији, али је такође писао преговоре и преводио многе књиге о путовањима и истраживањима, укључујући немачки превод Кукових дневника.
Форстер је био централна фигура просветитељства у Немачкој и дописивао се са већином његових присталица, укључујући и његовог блиског пријатеља Георга Кристофа Лихтенберга. Његове идеје и личност утицали су на Александра фон Хумболта, једног од великих научника 19. века. Када су Французи преузели контролу над Мајнцом 1792. године, Форстер је имао водећу улогу у Републици Мајнц, најранијој републици у Немачкој. Током јула 1793. и док је био у Паризу као делегат младе Републике Мајнц, пруске и аустријске коалиционе снаге поново су преузеле контролу над градом, а Форстер је проглашен одметником. Не успевши да се врати у Немачку и раздвојивши се од пријатеља и породице, умро је у Паризу од болести почетком 1794. године.

## Детињство и младост
Георг Форстер рођен је у малом селу Насенхубен у војводству Мокри Двор, близу Данцига (данашњи Гдањск), у области Краљевске Пруске, у пољско-литванској заједници. Био је најстарије од седморо деце која су преживела Јохана Рајнхолда Форстера и Јустине Елизабет (рођене Николај). Отац му је био природњак, научник и калвинистички пастор. Године 1765. руска царица Катарина II наручила је пастору да путује кроз Русију на истраживачко путовање и истражи ситуацију немачке колоније на реци Волги. Георг, који је тада имао десет година, придружио му се. На путовању, на ком су стигли до Калмикијских степа на доњој Волги, открили су неколико нових врста, а млади Форстер научио је како да спроводи научна истраживања и практикује картографију. Течно је говорио и руски језик.
Извештај о путовању, који је укључивао оштре критике гувернера Саратова, није добро примљен на суду. Форстерови су тврдили да нису примили поштену надокнаду за свој рад и да су морали да се преселе у другу кућу. Они су се одлучили да се настане у Енглеској 1766. године. Отац је предавао на Дизентеровој академији у Ворингтону, а такође се бавио преводилачким радом. Млади Форстер је са само тринаест година објавио своју прву књигу: енглески превод Ломоносове историје Русије, која је била добро прихваћена у научним круговима.

## Око света са Капетаном Куком
Године 1772. године Форстеров отац постао је члан Краљевског друштва. Ово, заједно са повлачењем Јосефа Банкса, резултирало је тиме да га британски адмиралитет позове да се придружи другој експедицији Џејмса Кука на Пацифик (1772—75). Георг Форстер придружио се свом оцу у експедицији и поново је постављен за цртача свог оца. Задатак Јохана Рајнхолда Форстера био је да ради на научном извештају о открићима путовања који је требало да буде објављен након њиховог повратка.
Они су се укрцали на брод ХМС Резолушон 13. јула 1772. године у Плимуту. Пут их је водио најпре до јужног Атлантика, потом преко Индијског океана и Јужног океана до острва Полинезије и на крају око рта Хорн назад у Енглеску, где су се вратили 30. јула 1775. године. Током трогодишњег путовања истраживачи су посетили Нови Зеланд, острва Тонга, Нову Каледонију, Тахити, Маркиска острва и Ускршње острво. Отишли су даље на југ него било ко пре њих, скоро откривши Антарктик. Ово путовање је коначно оповргло теорију Terra Australis Incognita (лат. Terra Australis Incognita), која је тврдила да на југу постоји велики, погодан континент.
Под надзором свог оца, Георг Форстер је прво започео студије зоологије и ботанике јужних мора, углавном цртајући животиње и биљке. Међутим, Георг је такође следио своје интересе, што је довело до потпуно независних истраживања у упоредној географији и етнологији. Брзо је научио језике полинезијских острва. Његови извештаји о народу Полинезије данас су добро цењени, јер описују становнике јужних острва са емпатијом, саосећањем и великим делом без западних или хришћанских предрасуда.
За разлику од Луја Антоана де Бугенвила, чији су извештаји са пута на Тахити неколико година пре тога покренули некритички романтизам племићког дивљаштва, Форстер је развио софистицирану слику друштава острва Јужног Тихог океана. Описао је разне друштвене структуре и религије са којима се сусретао на Друштвеним острвима, на Ускршњем острву, на Тонги и Новом Зеланду и ову разноликост приписао разликама у животним условима ових људи. Истовремено, приметио је и да су језици ових прилично раштрканих острва слични. О становницима острва Номука (у групи острва Ха'апаи данашње Тонге) написао је да се њихови језици, возила, оружје, намештај, одећа, тетоваже, стил браде, укратко све њихове особине се готово савршено поклапају са оним што је већ видео током проучавања племена на Тонгатапуу. Међутим, написао је, „ми нисмо могли да опазимо било какву потчињеност међу њима, премда је то снажно карактерисало домороце са Тонга-Табуа, који су се, чини се, у покорности краљу спуштали чак и на сервилност.”
Путовање је било богато научним резултатима. Међутим, однос између Форстера и Кука и његових службеника често је био проблематичан, због фракционог темперамента старијег Форстера, као и због тога што је Кук одбио да дозволи више времена за ботаничка и друга научна посматрања. Кук је одбио научнике на свом трећем путовању након његових искустава са Фортером.

## Оснивач модерне путописне књижевности
Ови сукоби наставили су се након путовања са проблемом ко треба да напише службени извештај о путовањима. Лорд Сендвич, иако спреман да плати обећани новац, био је изнервиран уводним поглављем Јохана Рајнхолда Форстера и покушао је да га измени. Међутим, Форстер није желео да његово писање буде исправљено „као састав школског дечака” и тврдоглаво је одбио било какав компромис. Као резултат тога, службени извештај је написао Кук, а Форстерови су лишени права на састављање извештаја и нису добили накнаду за свој рад. Током преговора, млађи Форстер одлучио је да објави незванични извештај о својим путовањима. Године 1777. објављена је његова књига Путовање око света у резолуцији њеног британског височанства, којом је командовао капетан Џејмс Кук током година, 1772, 3, 4 и 5. Овај извештај био је први извештај о другом Куковом путовању (појавио се шест недеља пре службеног извештаја) и био је намењен широј јавности. Енглеска верзија и његов превод на немачки језик (објављен 1778—80) младом су аутору донели праву славу. Песник Кристоф Мартин Виланд похвалио је књигу као најважнију у свом времену, а она је и данас остала један од најважнијих описа путовања икад написаних. Књига је такође имала значајан утицај на немачку књижевност, културу и науку, утичући на научнике попут Александра фон Хумболта и инспирисала је многе етнологе каснијих времена.
Форстер је написао добро углађену немачку прозу, која није била само научно тачна и објективна, већ је била узбудљива и лака за читање. То се разликовало од уобичајене путописне литературе тог времена, утолико што је представљало више од пуког прикупљања података — такође је показала кохерентне, живописне и поуздане етнографске чињенице које су произишле из детаљних и симпатетичких опажања. Форстер је често прекидао свој опис да би га обогатио филозофским примедбама о својим запажањима. Његов главни фокус увек је био на људе са којима се сусретао: њихово понашање, обичаји, навике, религије и облици друштвеног организовања. У Путовању око света је представио чак и песме које је народ Полинезије певао, употпуњене стиховима и музичким нотацијама. Књига је један од најважнијих извора који се тичу друштава Јужног Тихог океана из времена пре него што је европски утицај постао значајан.
Оба Форстера су такође објавила описе својих путовања по Јужном Тихом океану у берлинском Часопису о чудним новим путописним извештајима, а Георг је у периоду 1791—93. године објавио превод Путовања до Јужног мора, превод поручника Вилијама Блаја, Лондон 1792.

## Фостер на универзитетима
Објављивање Путовања око света донело је Форстеру научно признање широм Европе. Угледно Краљевско друштво примило га је за члана 9. јануара 1777. године, иако није имао чак ни 23 године. Добио је слинчо звање и од академија у распону од Берлина до Мадрида. Ова именовања, међутим, нису била плаћена.
Отпутовао је у Париз како би разговарао са америчким револуционаром Бенџамином Френклином 1777. године. Идуће године отишао је у Немачку да би предавао природну историју на Каролинум колегијуму у Каселу, где је упознао Терезу Хајн, ћерку класичара Кристијана Готлиба Хајна, која је касније постала једна од првих самосталних писаца у Немачкој. Венчали су се 1785. године (што је било након што је напустио Касел) и имали су троје деце, али њихов брак није био срећан. Од свог боравка у Каселу, Форстер се активно дописивао са важним личностима просветитељства, укључујући Лесинга, Хердера, Виланда и Гетеа. Такође је покренуо сарадњу између Каролинума у Каселу и Универзитета у Гетингену, где је радио његов пријатељ Георг Кристоф Лихтенберг. Заједно су основали и објавили научни и књижевни часопис Göttingisches Magazin der Wissenschaften und Litteratur. Форстеров најближи пријатељ, Самјуел Томас фон Земеринг, стигао је у Касел убрзо након Форстера, и обојица су убрзо били повезани са Розенкројцерима у Каселу, где је Форстер узео тајно име Амадеус Срагорисинус Сегенитор.
Међутим, до 1783. године Форстер је видео да га његово учешће са Розенкројцерима није само одаљило од стварне науке, већ га је ставило и дубље у дугове (говори се да није добро зарађивао новац); због тога је Форстер радо прихватио предлог Националне просвете Пољско-литванског комонвелта и постао председавајући природне историје на Универзитету у Вилњусу 1784. У почетку су га добро прихватили у Вилњусу, али се временом осећао све више и више изоловано. Већина његових контаката и даље је била са научницима у Немачкој; посебно је запажен његов спор са Имануелом Кантом око дефиниције расе. Године 1785. Форстер је отпутовао у Хале где је предао своју тезу о биљкама јужног Пацифика за докторат из медицине на тамошњем универзитету. По повратку у Вилњус, Форстерове амбиције да изгради научни центар природне историје нису могле добити одговарајућу финансијску подршку власти у пољско-литванској заједници. Штавише, његов чувени говор о природној историји 1785. године прошао је готово незапажено и штампан је до 1843. године. Ови догађаји довели су до великих тензија између њега и локалне заједнице. На крају је раскинуо уговор који је потписао на шест година пре његовог завршетка, пошто му је Катарина II Руска понудила место на путовању око света (експедиција Муловског) за високи хонорар и место професора у Санкт Петербургу. То је резултирало сукобом између Форстера и утицајног пољског научника Анджеја Сњадецког. Међутим, руски предлог је повучен и Форстер је напустио Вилњус. Затим се преселио у Мајнц, где је постао главни библиотекар Универзитета у Мајнцу, место на ком је пре тога био његов пријатељ Јохан фон Милер, који је обезбедио да га Форстер наследи када се Милер пребаци у администрацију изборника Фридриха Карла Јозефа вон Ертала.
Форстер је редовно објављивао есеје о савременим истраживањима и наставио да буде врло плодан преводилац; на пример, писао је о Куковом трећем путовању у Јужни Пацифик, као и о експедицији у Баунтију, а такође је превео Кукове и Блајове дневнике са тих путовања на немачки језик. Од својих лондонских година, Форстер је био у контакту са сер Јозефом Банксом, иницијатором експедиције Баунти и учесником првог Куковог путовања. Док је био на Универзитету у Вилњусу, написао је Neuholland und die brittische Colonie in Botany-Bay, који је био објављен у часопису Allgemeines historisches Taschenbuch (Берлин, децембар 1786), есеј о будућим изгледима енглеске колоније основане у Новом Јужном Велсу 1788. године.
Још једно његово интересовање била је индологија — један од главних циљева његове неуспеле експедиције коју је Катарина II финансирала био је да дође до Индије. Превео је санскритску драму Шакунтала користећи латинску верзију коју је пружио сер Вилијам Џоунс; ово је снажно утицало на Јохана Готфрида Хердера и покренуло немачко интересовање за индијску културу.

## Погледи на Доњу Рајну
У другој четвртини 1790. године, Форстер и млади Александар фон Хумболт кренули су из Мајнца на дуго путовање кроз Јужну Холандију, Уједињене провинције и Енглеску, завршивши на крају у Паризу. Утисци са путовања описани су у тротомној публикацији Ansichten vom Niederrhein, von Brabant, Flandern, Holland, England und Frankreich im April, Mai und Juni 1790 (Погледи на Доњу Рајну, из Брабанта, Фландрије, Холандије, Енглеске и Француске у априлу, мају и јуну 1790), објављена 1791—94. Гете је о књизи рекао: „Човек жели, након што је завршио читање, да је започне изнова, и жели да путује са тако добрим и познаваним посматрачем”. Књига садржи и коментаре о историји уметности који су за ту дисциплину били утицајни колико је и Путовање око света утицало на етнологију. Форстер је, на пример, био један од првих писаца који је управо третирао Келнску катедралу као примером готичке архитектуре, која је у то време широко схваћена као „варварска”. Књига је добро примљена у раним романтичним интелектуалним покретима у немачком говорном подручју у Европи.
Форстерово главно интересовање, међутим, поново је било усмерено на социјално понашање људи, као што је било 15 година раније на Тихом океану. Национални устаници у Фландрији и Брабанту и револуција у Француској изазвали су његову радозналост. Путовање овим регионима, заједно са Холандијом и Енглеском, где су слободе грађана биле подједнако добро развијене, на крају му је помогло да разреши сопствена политичка мишљења. Од тог времена па надаље он је био самоуверени противник старог поретка. Са другим немачким учењацима поздравио је избијање револуције као јасну последицу просветитељства. Већ 30. јула 1789. године, недуго након што је чуо за пад Бастиље, написао је свом свекру, филологу Кристијану Готлибу Хајнеу, да је било лепо видети шта је филозофија изнедрила у главама људи, што је затим реализовано у држави. Образовати људе о њиховим правима на овај начин, написао је, на крају је био најсигурнији начин; остало би резултирало стањем као што је дотад било.

## Живот револуционара

### Оснивање Републике Мајнц
Француска револуционарна војска под генералом Кустином преузела је контролу над Мајнцом 21. октобра 1792. године. Два дана касније Форстер се придружио другима у оснивању Јакобинског клуба под називом Пријатељи слободе и једнакости у Изборној палати. Од почетка 1793. активно је учествовао у организовању републике Мајнц. Ова прва република смештена на немачком тлу била је конституисана на принципима демократије и обухватала је области на левој обали Рајне између Ландауа и Бингена. Форстер је постао потпредседник привремене републичке управе и кандидат на изборима за локални парламент, Rheinisch-Deutscher Nationalkonvent (Рајнско-немачка национална конвенција). Од јануара до марта 1793. године био је уредник часописа Нове новине Мајнца или Пријатељ народа, име изабрано по узору на Мараов L'Ami du peuple. У свом првом чланку написао је:
Die Pressefreiheit herrscht endlich innerhalb dieser Mauern, wo die Buchdruckerpresse erfunden ward.

Слобода штампе је коначно завладала унутар ових зидова у којима је штампарска машина измишљена.
Међутим, та слобода није дуго трајала. Република Мајнц постојала је само до повлачења француских трупа у јулу 1793. године након опсаде Мајнца.
Форстер није био присутан у Мајнцу током опсаде. Као представници Националне конвенције у Мајнцу, он и Адам Лукс послати су у Париз да аплицирају да Мајнц — који није могао постојати као независна држава — постане део Француске републике. Апликација је прихваћена, али није имала ефекта, јер су Мајнц освојиле пруске и аустријске трупе, а стари ред је враћен. Форстер је изгубио своју библиотеку и збирке и одлучио је да остане у Паризу.

### Смрт у револуционарном Паризу
На основу декрета цара Франца II о кажњавању немачких поданика који су сарађивали са француском револуционарном владом, Форстер је проглашен злочинцем и стаљен под царску забрану; глава му је уцењена на 100 дуката и он се није могао вратити у Немачку. Без икаквих средстава за живот и без супруге, која је у Мајнцу боравила са својом децом и њеним каснијим супругом Лудвигом Фердинандом Хубером, остао је у Паризу. У овом тренутку револуција у Паризу ушла је у владавину терора коју је увео Комитет за јавну безбедност под владавином Максимилијана Робеспјера. Форстер је имао прилику да искуси разлику између револуцијског обећања среће за све и њене окрутне праксе. За разлику од многих других немачких присталица револуције, попут Фридриха Шилера, Форстер није одустао од својих револуционарних идеала под притиском терора. Догађаје у Француској је посматрао као силу природе која се није могла успорити и која је морала ослободити сопствену енергију да не би била још деструктивнија.
Пре него што је владавина терора досегла врхунац, Форстер је умро услед реуматске болести у свом малом стану у поткровљу у улици Ру де Мулин у Паризу, јануара 1794, у 40. години живота. У то време је планирао да посети Индију.

## Погледи на нације и њихову културу
Форстер је имао делимично шкотске корене и рођен је у пољској Краљевској Прусији, и самим тим је рођењем био пољски поданик. Радио је у Русији, Енглеској, Пољској и у неколико немачких земаља свог времена. На крају је живот завршио у Француској. Радио је у различитим срединама и много је путовао од своје младости. Сматрао је да му је то, заједно са његовим научним одгојем који је заснован на принципима просветитељства, дало широку перспективу на различите етничке и националне заједнице:
Сви народи на земљи имају једнаке захтеве према мојој доброј вољи… и моја похвала и кривица су независни од националних предрасуда.
По његовом мишљењу сва људска бића имају исте способности с обзиром на разум, осећања и машту, али ови основни састојци се користе на различите начине и у различитим срединама, што ствара различите културе и цивилизације. Према њему је очигледно да је култура у Огњеној земљи на нижем степену развоја од европске културе, али он такође признаје да су тамошњи услови живота много тежи и то људима даје врло мале шансе да развију вишу културу. На основу тих мишљења класификован је као један од главних примера немачког космополитизма 18. века.
Насупрот ставу изнетом у овим списима и његовој просветитељској позадини, он је у својим приватним писмима током боравка у Вилњусу и у дневнику путовања кроз Пољску увредљиво користио изразе предрасуда према Пољацима, али он никада није објавио никакву манифестацију овог става. Ове увреде постале су познате тек након његове смрти, када су његова приватна преписка и дневници објављени. Пошто су Форстерови објављени описи других нација виђени као непристрасна научна запажања, његов омаловажавајући опис Пољске у његовим писмима и дневницима често се узимао за номинална вредност у царској и нацистичкој Немачкој, где је коришћен као средство подршке засноване на науци за наводну немачку супериорност. Ширење стереотипа пољске привреде највероватније је последица утицаја његових писама.
Форстеров став довео га је у сукоб с људима различитих нација на које је наишао те нигде није био добродошао, јер је био превише револуционаран и антинационалан за Немце, поносан и супротан у односима са Енглезима, превише забринут о пољској науци за Пољаке, и политички безначајан и занемарен док је био у Француској.

## Наслеђе
Након Форстерове смрти, његова дела су углавном заборављена, осим у стручним круговима. То је делом било као последица његовог учешћа у Француској револуцији. Међутим, његов пријем се мењао променом политике времена, са различитим периодима који су се фокусирали на различите делове његовог рада. У периоду пораста национализма после наполеонске ере, у Немачкој је сматран „издајником своје земље”, што је засенило његов ауторски и научни рад. Овај став је порастао иако је филозоф Карл Вилхелм Фридрих Шлегел писао о Форстеру почетком 19. века:
Међу свим оним ауторима прозе који оправдано заузимају место у редовима немачких класика, нико не одише духом слободног напретка више од Георга Форстера.
Извесно интересовање за Форстеров живот и револуционарне акције оживљено је у контексту либералних осећања која су водила до револуције 1848. године. Међутим, он је ипак био у великој мери заборављен у Немачкој Вилхелма II, а још више у Трећем рајху, где је заинтересованост за Форстера била ограничена на његов став о Пољској из његових приватних писама. Интересовање за Форстера наставило се током шездесетих у Источној Немачкој, где је он тумачен као шампион класне борбе. Истраживачка станица ГДР на Антарктику која је отворена 25. октобра 1987. године, добила је име по њему. У Западној Немачкој, потрага за демократским традицијама у немачкој историји довела је до разноврсније слике о њему у 1970-им. Фондација Александра фон Хумболта именовала је по њему програм стипендирања страних научника из земаља у развоју. Његова репутација као једног од првих и најистакнутијих немачких етнолога је неспорна, а његова дела сматрају се кључним у развоју етнологије у Немачкој у посебну грану науке.
Етнографски предмети које су сакупили Георг и Јохан Рајнхолд Форстер сада су представљени као Кук—Форстер колекција у антрополошкој збирци Sammlung für Völkerkunde у Гетингену. Још једна колекција предмета коју су прикупили Форстерови изложена је у музеју Пит Риверс у Оксфорду.

## Дела
- A Voyage Round the World|A Voyage Round the World in His Britannic Majesty's Sloop Resolution, Commanded by Capt. James Cook, during the Years, 1772, 3, 4, and 5 (1777) (preview)
- De Plantis Esculentis Insularum Oceani Australis Commentatio Botanica (1786) available online at Project Gutenberg
- Florulae Insularum Australium Prodromus  (1786) available online at Project Gutenberg
- Essays on moral and natural geography, natural history and philosophy (1789–97)
- Views of the Lower Rhine, Brabant, Flanders (three volumes, 1791–94)
- Georg Forsters Werke, Sämtliche Schriften, Tagebücher, Briefe, Deutsche Akademie der Wissenschaften zu Berlin, G. Steiner et al. Berlin: Akademie 1958
- Werke in vier Bänden, Gerhard Steiner (editor). Leipzig: Insel 1965. ASIN: B00307GDQ0
- Reise um die Welt, Gerhard Steiner (editor). Frankfurt am Main: Insel, 1983.  3-458-32457-7
- Ansichten vom Niederrhein, Gerhard Steiner (editor). Frankfurt am Main: Insel, 1989.  3-458-32836-X
- Georg Forster, Briefe an Ernst Friedrich Hector Falcke. Neu aufgefundene Forsteriana aus der Gold- und Rosenkreuzerzeit, Michael Ewert, Hermann Schüttler (editors). Georg-Forster-Studien Beiheft 4. Kassel: Kassel University Press 2009.  978-3-89958-485-1